# Premijer Gruzije
Premijer Gruzije (gruz. საქართველოს პრემიერ-მინისტრი, sakartvelos p'remier-minist'ri) je šef vlade i izvršne vlasti Gruzije. Premijer organizira, usmjerava i kontrolira funkcije vlade i potpisuje pravne akte vlade. Imenuje i razrješava ministre u vladi. Premijer predstavlja Gruziju u vanjskim odnosima i u ime Gruzije sklapa međunarodne ugovore. On je odgovoran za aktivnosti vlade pred Parlamentom Gruzije.
Premijera nominira politička stranka koja je ostvarila najbolje rezultate na parlamentarnim izborima. Kandidat mora osvojiti glasanje o povjerenju u Parlamentu, a zatim ga treba imenovati predsjednik Gruzije.
Irakli Garibašvili je sadašnji premijer. Naslijedio je Giorgija Gahariju 22. veljače 2021. godine.

## Povijest
Ured premijera pod imenom predsjedatelj vlade uveden je u Gruziji proglašenjem neovisnosti u svibnju 1918. godine. Ukinut je sovjetskim preuzimanjem zemlje u veljači 1921. Nova neovisna Gruzija uspostavila je poziciju premijera u kolovozu 1991. godine, da bi de facto bio ukinut nakon vojnog udara u siječnju 1992. i pravno Ustavom iz 1995. Ured je ponovno uveden ustavnim amandmanom u veljači 2004. i dalje je modificiran kao rezultat niza amandmana donesenih između 2011. i 2018. godine.

## Kvalifikacije
Ured premijera ne može obnašati državljanin Gruzije koji je istovremeno državljanin strane države.

## Imenovanje
Premijera nominira politička stranka koja je osigurala najbolje rezultate na parlamentarnim izborima. Nominirani za premijersko mjesto i kandidati za ministre koje su odabrali moraju osvojiti glasanje o povjerenju u Parlamentu, a zatim ga, u roku od 2 dana nakon izglasavanja povjerenja, mora imenovati predsjednik Gruzije. Ako predsjednik ne imenuje premijera u utvrđenom roku, smatra se imenovanim. Ako parlamentarno glasovanje o povjerenju ne bude usvojeno u utvrđenom roku, predsjednik raspušta Parlament najranije dva tjedna, a najkasnije tri tjedna nakon isteka određenog vremenskog okvira, i raspisuje izvanredne parlamentarne izbore.

## Funkcija
Premijer Gruzije je šef vlade. Odgovoran je za vladine aktivnosti i imenovanje i razrješenje ministara. Odgovoran je Parlamentu. Premijer potpisuje pravne akte vlade i supotpisuje neke akte koje je donio predsjednik Gruzije.
Premijer također ima pravo donijeti odluku o angažiranju obrambenih snaga tijekom ratnog stanja bez odobrenja Parlamenta. Tijekom ratnog stanja premijer postaje članom Vijeća nacionalne obrane, savjetodavnog tijela kojim predsjeda predsjednik Gruzije.